# Roberto Venturoni
Roberto Venturoni (Roma, 22 d'octubre de 1945 - Roma 18 de setembre de 2011) va ser un pintor italià.
Va començar a pintar de jove, seguint l'estil figuratiu del seu temps, principalment paisatgístic. Es revela com a artista amb una intensa activitat productiva com a pintor, escultor i gravador. Per sobre de tot pintor, investiga i experimenta diferents solucions estilístiques pictòriques, prefereix l'impressionisme. Ha assistit a cursos d'especialització en pintura i gravat des del 1973, estudiant dibuix, aquarel·la i pastel amb Silvio Bicchi a Roma. Des del 1979 ha seguit cursos de tècniques de gravat i impressió de calcografia al laboratori escolar Luigi Guardigli "ELLEGI". Va conèixer famosos exponents de l'art pictòric italià, però va ser sobretot amic de Paolo Salvati (1939-2014), company de nombroses exposicions. Venturoni va morir el 2011 a Roma.